# Zamach w Bagdadzie (24 czerwca 2009)
Zamach bombowy w Bagdadzie – miał miejsce 24 czerwca 2009 roku w bagdadzkiej dzielnicy Sadra. Zginęło 78 osób, około 128 odniosło rany. Był to najpoważniejszy atak terrorystyczny od zamachu w Tazie 20 czerwca 2009, w którym zginęły 73 osoby.

## Zamach
Wybuch nastąpił we wschodniej dzielnicy Sadra o godz. 19 czasu irackiego (18 czasu polskiego). Ładunek wybuchowy według CNN i BBC był ukryty pod koszem na warzywa, natomiast irackie Ministerstwo Spraw Wewnętrznych sądziło, iż bomba była zamontowana na motorowej rikszy, która zaparkowała w pobliżu zatłoczonego targowiska Muraidi. Eksplozja była tak silna, że odłamki materiału wybuchowego  były rozrzucone w promieniu do 600 metrów od epicentrum eksplozji.

## Reakcje
- Ahmed al-Masoudi członek parlamentu obarczył odpowiedzialność za zamach 11. Brygadę armii irackiej, tłumaczą jak mógł się dostać pojazd z bombą na targ Muraidi, kiedy jest on otoczony ścianą, a wejścia pilnuje wojsko.

## Inne incydenty terrorystyczne 24 czerwca 2009 w Iraku
- Osobny artykuł: Lista zamachów terrorystycznych w 2009.
- Mosul - eksplozje dwóch bomb: w pierwszej zginął policjant, inny odniósł rany; w wybuchu samochodu-pułapki ranny został iracki żołnierz.
- Kirkuk - eksplozje dwóch bomb: w pierwszej ranni zostali trzej pracownicy czyszczący ulice. Do eksplozji doszło gdy jeden pracownik opróżniał kosz na śmieci w którym umieszczona była bomba; w drugim wybuchu zginął terrorysta, który chciał podłożyć materiał wybuchowy.
- Bagdad - 24 czerwca w Bagdadzie wybuchły także trzy inne bomby w dzielnicach Baladiyat, Jihad oraz Saidiya. Łącznie zginęły dwie osoby, 17 zostało rannych.
- Basra - wybuch miny-pułapki zabił cywila i policjanta, który na nią najechał swoim samochodem.